# الفوارات (حدادة)
الفوارات هي إحدى مشيخات المملكة المغربية، تتبع جغرافيا لإقليم القنيطرة وإداريًا لحدادة. يقدر عدد سكانها بـ 5553 نسمة حسب الإحصاء الرسمي للسكان والسكنى لسنة 2004.